# ORP Poznań
ORP Poznań (824) – polski okręt transportowo-minowy typu Lublin.
Banderę podniesiono na nim 8 marca 1991 roku. Okręt wchodzi w skład 2. Dywizjonu Okrętów Transportowo-Minowych w Świnoujściu, należącym do 8. Flotylli Obrony Wybrzeża. Okręt przeznaczony jest do transportu żołnierzy desantu ze sprzętem i pojazdami, stawiania min morskich (jednorazowo zabiera 130 min) oraz ewakuacji ludzi. 
Okręt wchodził w skład zespołów podczas międzynarodowych ćwiczeń sojuszniczych takich jak Strong Resolve 2002, Blue Game 2003, Baltops 2004, Baltops 2005. Podczas ćwiczenia Anakonda 2006 okręt dowodził zespołami 8. Flotylli Obrony Wybrzeża. Od 2003 roku okręt nosi Herb Miasta Poznań, nadany z okazji 13. rocznicy podniesienia Bandery Marynarki Wojennej. Matką chrzestną okrętu jest artystka Maria Łbik.
Między 12 stycznia a 3 grudnia 2001 roku okręt przeszedł remont średni w Stoczni Marynarki Wojennej w Gdyni.
21 kwietnia 2017 roku Komenda Portu Wojennego w Świnoujściu podpisała kontrakt ze stocznią Net Marine Marine Power Service Spółka z o.o. na naprawę główną oraz dokową okrętu o wartości 39,8 mln złotych.
Na okręt można załadować 9 pojazdów o masie 45 ton każdy.

## Galeria

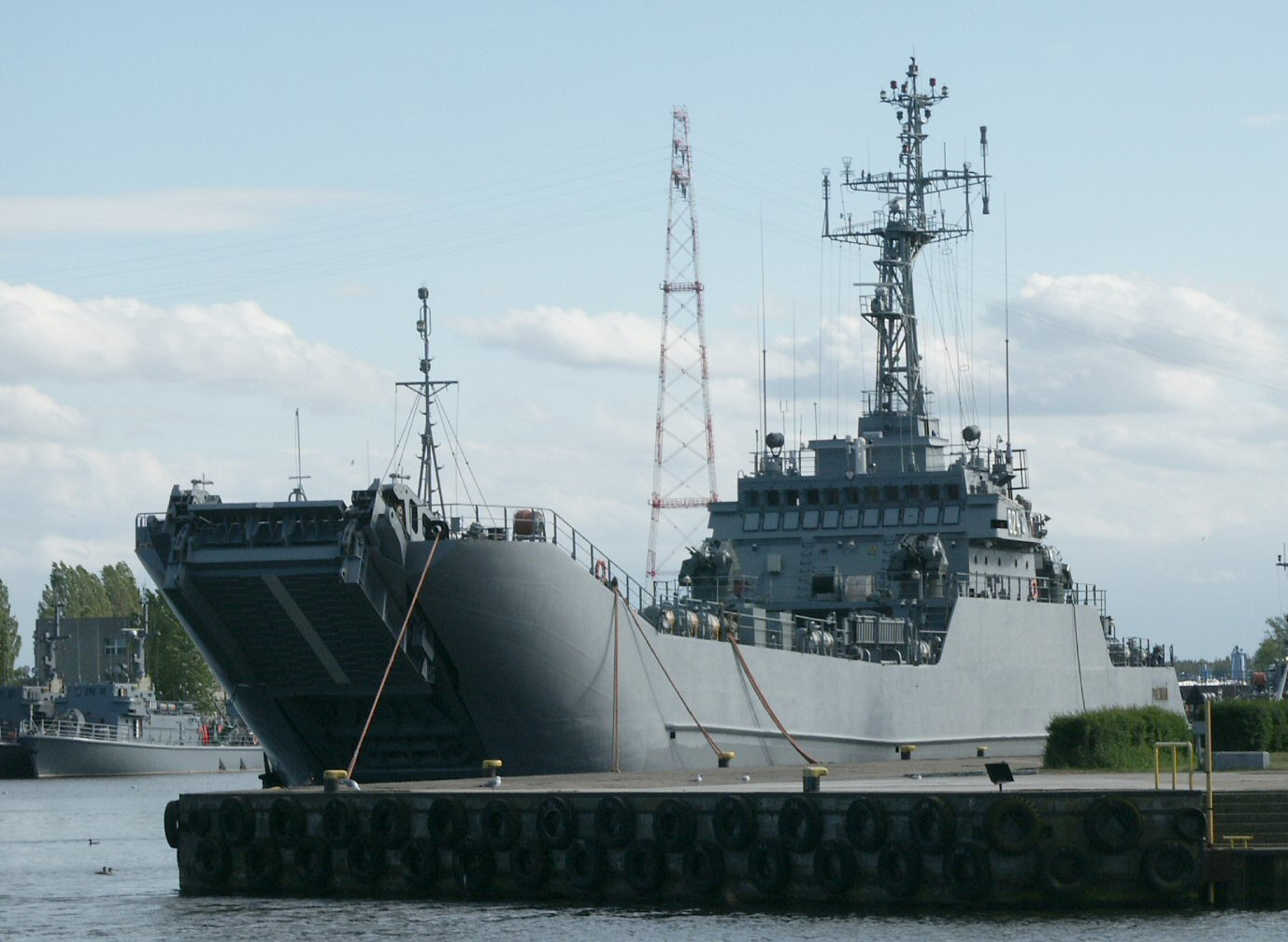
ORP „Poznań” w macierzystym porcie
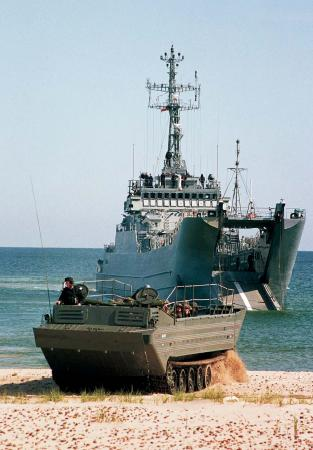
ORP „Poznań” podczas wysadzania desantu
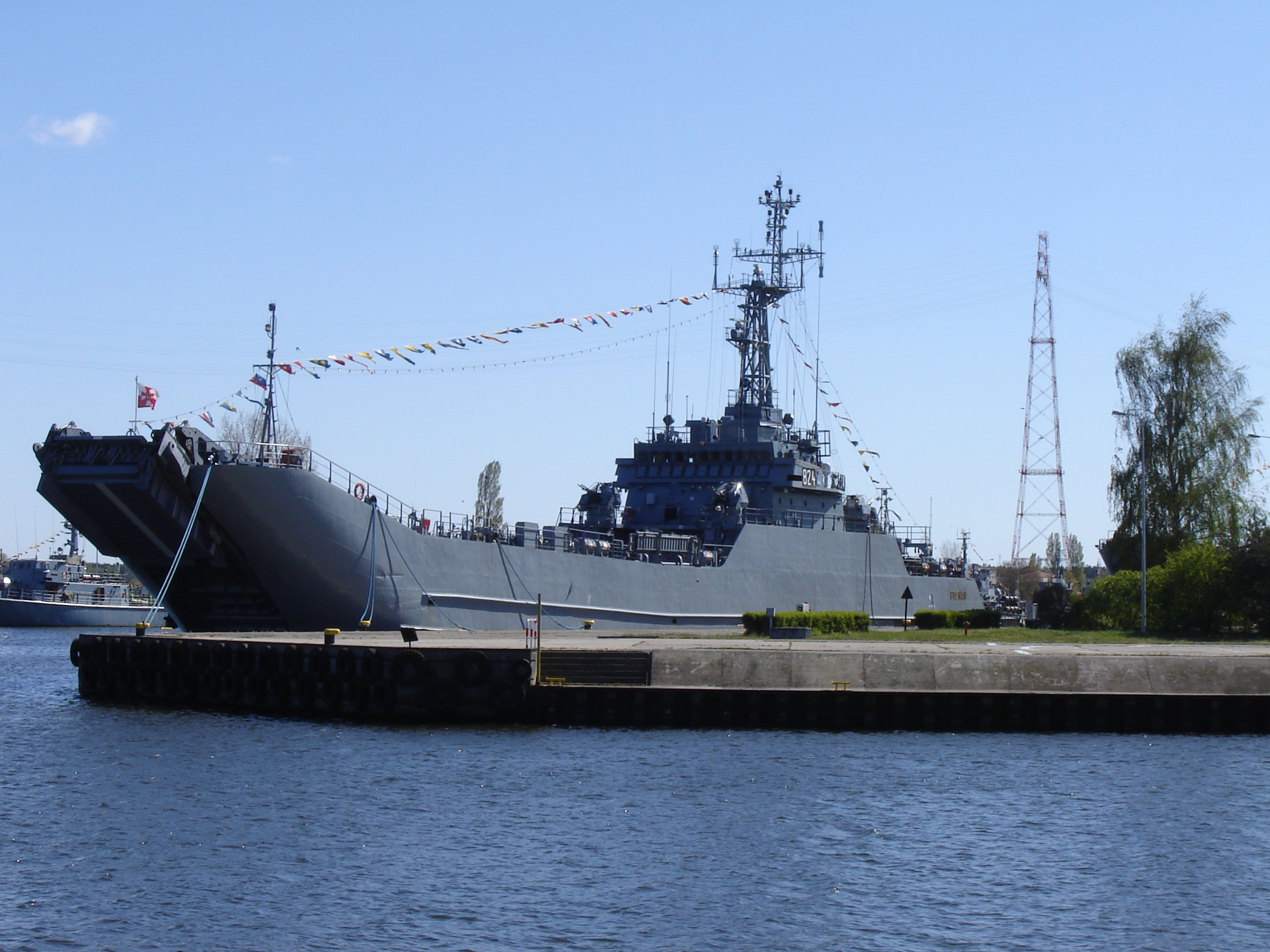
ORP „Poznań” w Świnoujściu